# 吉爾吉奧斯·卡拉古尼斯
吉爾吉奧斯·卡拉古尼斯（英語：Georgios Karagounis，1977年3月6日—），是一名希臘籍職業足球運動員，司職中場。出身於希超帕纳辛奈科斯，曾效力意甲国际米兰及葡超本菲卡。2012/13年球季加盟英超球隊富勒姆。他代表希臘國家足球隊超過120場賽事，是2004年歐洲足球錦標賽冠軍成員及為國家隊隊長。

## 球員生涯

### 球會
帕纳辛奈科斯
国际米兰
本菲卡
2005年8月30日，葡超球會本菲卡從意甲国际米兰簽入卡拉古尼斯，合約為期三年，轉會費金額沒有透露。
重返帕纳辛奈科斯
富勒姆
2012年9月12日，富咸以免轉會費形式簽入35歲希臘國家足球隊隊長卡拉古尼斯，合約為期一年。
2013年5月12日，卡拉古尼斯被球迷選為2012/13年度富咸最佳球員第二名，屈居於贝尔巴托夫之下。
2013年5月19日，傳媒報導富咸並未提供新合約，卡拉古尼斯有極大可能離開富咸。
2013年7月1日，富勒姆宣佈不會提供新合約給多名球員，卡拉古尼斯為其中之一。
2013年7月9日，卡拉古尼斯與富勒姆重新達成協議簽署一年新合約留隊至2014年夏季。

## 榮譽

### 球會
国际米兰
- 意大利盃 冠軍：2004/05年

帕纳辛奈科斯
- 希臘足球超級聯賽 冠軍：2009/10年
- 希腊杯 冠軍：2010年

### 國家隊
- 歐洲國家盃 冠軍：2004年